# صفرمراد نيازوف
صفرمراد عَطِيَّفتش نيازُف (بالتركمانية: Saparmyrat Ataýewiç Nyýazow وتُصوَّت sɑ:pɑ:rmɯ:rɑ:t ni:jɑ:ðɒv أي تقريبا «سَبَرمُرات أتايڤتش نِيازُڤ») أو «صابر مراد نيازوف» (وُلد 19 فبراير 1940 - مات 21 ديسمبر 2006) رئيس سابق لدولة تركمانستان بين عامي 1990 و 2006 م.
ولد نيازوف في عشق آباد عندما كانت تركمانستان إحدى جمهوريات الاتحاد السوفيتي السابق. نشأ نيازوف يتيما بعد موت والده في الحرب العالمية الثانية وموت باقي عائلته في زلزال قوي ضرب البلاد عام 1948، ومن ثم تربّى في إحدى مؤسسات الرعاية الحكومية في الاتحاد السوفيتي قبل أن ينتقل للعيش مع أحد أقاربه. درس في مدرسة ليننجراد للعلوم التطبيقية ويحمل شهادة جامعية في الفيزياء والرياضيات.
بدأ العمل السياسي عندما كان معلما في لجنة تركمان التنفيذية (1959-1965 م). التحق نيازوف بالحزب الاشتراكي التركمانستاني عام 1962 وشغل مراتب عليا فيه حتى وصل إلى رئاسته عام 1985، وعند استقلال تركمانستان بتفكك الاتحاد السوفيتي أصبح رئيسا للجمهورية، وهو المنصب الذي شغله طوال حياته، منذ 27-10-1990.
نيازوف متزوج وله ابنان، وكانت للرجل الذي لقب نفسه تركمنباشي أي «زعيم التركمان» سلطة مطلقة يبسطها على بلده النفطي الصغير، وفي محاولة لخلق هوية ثقافية وطنية تركمانية ألّف كتاب بعنوان «روح نامة»، وجعل قراءة روح نامة إلزامية في المدارس والجامعات والمنظمات الحكومية، واختبر الموظفين الحكوميين الجدد بالكتاب في مقابلات العمل، وكان اختبار تعاليمه جزءًا من اختبار القيادة في تركمانستان. في عام 2005، أغلق جميع المكتبات والمستشفيات الريفية خارج العاصمة عشق أباد، في بلد كان يعيش فيه أكثر من نصف السكان في ذلك الوقت في المناطق الريفية، وذكر ذات مرة أنه «إذا كان الناس مرضى، فيمكنهم القدوم إلى عشق أباد». تحت حكمه، كان متوسط العمر المتوقع في تركمانستان أدنى في آسيا الوسطى. وذكرت منظمة الشاهد العالمي، وهي منظمة لحقوق الإنسان مقرها لندن، أن الأموال الخاضعة لسيطرة نيازوف والمحتفظ بها في الخارج قد تزيد عن 3 مليارات دولار أمريكي، منها ما بين 1.8 و 2.6 مليار دولار توجد في صندوق احتياطي النقد الأجنبي في بنك دويتشه ألماني.
يرى محللون سياسيون أن نظامه أحد أكثر الأنظمة انغلاقا وسلطوية في العصر الحديث. وقد عُرف نيازف بالقرارات العجائبية كما شهدت البلاد في عهده صدور قوانين غريبة. مثل القانون القاضي بتغيير أسماء الأشهر وأغلب أيام الأسبوع استنادا إلى الرموز الثقافية التركمانية كما وردت في كتابه المعنون «روح نامة». وتوفي نيازف في 21 ديسمبر 2006.

## روابط خارجية
- صفرمراد نيازوف على موقع IMDb (الإنجليزية)
- صفرمراد نيازوف على موقع الموسوعة البريطانية (الإنجليزية)
- صفرمراد نيازوف على موقع مونزينجر (الألمانية)
- صفرمراد نيازوف على موقع ميوزك برينز (الإنجليزية)
- صفرمراد نيازوف على موقع قاعدة بيانات الفيلم (الإنجليزية)